# Ріо-Сан-Хуан (департамент)
Рі́о-Сан-Хуа́н — один з департаментів Нікарагуа.

## Географія
Департамент знаходиться на крайньому півдні Нікарагуа. На сході його територія омивається водами Карибського моря, на заході від нього лежить озеро Нікарагуа. Площа департаменту становить 7540,90 км². Чисельність населення 122 666 осіб (перепис 2012 року). Щільність населення — 16,27 чол./км². Найбільші міста департаменту — його адміністративний центр Сан-Карлос і Сан-Мігеліто.
Департамент Ріо-Сан-Хуан названий по імені річки Сан-Хуан, довжиною в 200 кілометрів, яка витікає з озера Нікарагуа біля адміністративного центру департаменту — міста Сан-Карлос, і впадає в Карибське море біля міста Сан-Хуан-дель-Норте. У південній частині департаменту також проходить державний кордон Нікарагуа і Коста-Рики. На північному заході департамент лежить біля озера Нікарагуа і в його склад входять 36 островів озерного архіпелагу Солентінаме. У східній частині департаменту Сан-Хуан розташований великий природний заповідник Біорезерват Індіо-Маїз (Reserva Biológica Indio-Maíz).

## Економіка
70 % загального числа жителів зайняті в сільському господарстві; вирощуються переважно рис, маїс та боби.

## Адміністративний поділ
В адміністративному відношенні департамент Ріо-Сан-Хуан підрозділяється на 6 муніципалітетів:
1. Морріто
2. Сан-Карлос
3. Сан-Мігеліто
4. Сан-Хуан-дель-Норте
5. Ель-Алмендро
6. Ель-Кастільйо